# Harri Holkeri
Harri Hermanni Holkeri (6. januar 1937 i Oripää – 7. august 2011 i Helsinki) var en finsk politiker og bankmand. 
Han var statsminister i perioden 1987-91, magister i statsvidenskab, blev i 1959 tilknyttet sekretariatet i det konservative Samlingspartiets ungdomsorganisation. Han var Samlingspartiets generalsekretær i perioden 1965-70 og partiformand 1971-79. Som partileder bidrog han til at Samlingspartiet accepterede den rådende finske udenrigspolitik og brød dermed partiets isolerede stilling. Han var medlem af Riksdagen 1970-78, da han blev direktør i Finlands Bank. Efter valget i 1987 blev Holkeri statsminister i en koalitionsregering med bl.a. socialdemokraterne; den første konservative regeringsdeltagelse i 25 år. Efter valgnederlaget i 1991 trak Holkeri sig tilbage fra politikken. Han var involveret i fredsprocessen i Nordirland og var i perioden 2003-04 chef for FN's administration i Kosovo (UNMIK).